# Claus Haake
Claus Haake (* 27. September 1929 in Mansfeld; † 9. November 2019 in Halle (Saale)) war ein deutscher Musikwissenschaftler und Chorleiter.

## Leben
Haake wurde 1929 als Sohn eines Lehrers geboren. Im Alter von zwölf Jahren kam er nach Halle in das Internat der Franckeschen Stiftungen und erwarb dort mit 18 Jahren erste Erfahrungen als Dirigent. Nach einem Studium der Musikwissenschaften an der Martin-Luther-Universität Halle-Wittenberg übernahm er zunächst das Mansfelder Kulturensemble des Mansfeld-Kombinates in Eisleben, bestehend aus einem Chor, einem Orchester, einer Tanzgruppe und einem Laienspielzirkel. Unter seiner künstlerischen Leitung erreichte das Ensemble eine überregionale Bekanntheit.
Später wurde Haake Dozent an der Arbeiter-und-Bauern-Fakultät in Halle. Eine Berufung als Chorleiter des Rundfunkchores Leipzig lehnte er ab, übernahm aber 1959 stattdessen den Chor der Chemischen Werke Buna in Schkopau. Für seine zahlreichen Auftritte mit dem Chor, bei denen er mehrfach große Händel-Oratorien aufführte, und für sein Engagement während der Händel-Festspiele in Halle wurde ihm 1966 der Händel-Preis verliehen. 1971 promovierte er an der Philosophischen Fakultät der Universität Halle mit einer Dissertation über den Beitrag des Chorsingens zur ästhetischen Erziehung und Bildung der Arbeiterklasse in der Deutschen Demokratischen Republik zum Dr. phil.
Bis 1967 war er Leiter des Klubhauses und bis 1989, über 30 Jahre, Leiter des Chores der Buna-Werke. Ein großer Teil des Chor-Repertoires waren Werke von Georg Friedrich Händel, dargeboten wurden aber auch Stücke zeitgenössischer Künstler. Während seiner Zeit als Chorleiter wurden sieben große Oratorien und elf Anthems sowie weitere Chorstücke Händels einstudiert und in über 100 Konzerten aufgeführt, darunter Kompositionen, die noch nie oder erst nach jahrzehntelanger Pause wieder zu hören waren. Bei diesen Aufführungen wirkten oft professionelle Solisten aus der gesamten DDR, Sinfonie- und Kammerorchester sowie Pianisten, Organisten und Cembalisten mit. Sämtliche Werke wurden grundsätzlich in deutscher Übersetzung gesungen. Der Chor gab bis zu 40 Konzerte im Jahr. Von 1959 bis 1989 veranstaltete der Chor auch Aufführungen im Ausland unter anderem in der Tschechoslowakei, in Ungarn, in Bulgarien und in Polen. Durch Verbindungen mit Halles Partnerstadt Ufa kam es auch zu Aufführungen in der Baschkirischen ASSR.
Haake, der auch lange Jahre die Direktion des Georg-Friedrich-Händel-Zentrums in Halle übernommen hatte, war im Ruhestand vor allem schriftstellerisch und publizistisch tätig. So schrieb er unter anderem als Rezensent und Musikkritiker Beiträge für die Mitteldeutsche Zeitung. Nachdem der Eisleber Chor Madrigal keinen Chorleiter mehr hatte, übernahm Haake dessen Leitung und konnte mit dem Ensemble beim Chorfestival in Wernigerode 1999 das Goldene Diplom gewinnen.
Claus Haake starb am 9. November 2019, im Alter von 90 Jahren, in Halle. Er wurde auf dem halleschen Gertraudenfriedhof bestattet. Haake war ab 1994 Mitglied des Freundes- und Förderkreises des Händel-Hauses in Halle und ab 2011 Mitglied des Beirates des Vereins sowie ab 2017 dessen Ehrenmitglied. Er war Autor zahlreicher Beiträge für das Vereinsorgan, die Mitteilungen des Freundes- und Förderkreises des Händel-Hauses, aber auch für die Händel-Hausmitteilungen. Ein Teil seines Nachlasses mit einer Laufzeit von 1958 bis 2015 befindet sich im Händel-Haus in Halle. Er umfasst 10 Kartons, bzw. zwei lfm, und enthält unter anderem Terminkalender, Zeitungsausschnitte (Berichterstattung über den Buna-Chor und von Haake verfasste Rezensionen zu anderen Konzerten), einige veröffentlichte und unveröffentlichte wissenschaftliche Arbeiten mit Recherchematerialien, Korrespondenz sowie Unterlagen zur Georg-Friedrich-Händel-Gesellschaft, aber auch Audiokassetten mit Konzertmitschnitten.

## Veröffentlichungen (Auswahl)
- Frohe Gesichter, glückliche Kumpel. Eine Auswahl aus dem Schaffen des Zirkels komponierender Arbeiter des VEB Chemische Werke Buna. als Herausgeber, VEB Chemische Werke Buna, Schkopau 1963.
- Der Beitrag des Chorsingens zur ästhetischen Erziehung und Bildung der Arbeiterklasse in der Deutschen Demokratischen Republik. (Dissertationsschrift), 2 Bände, Halle 1971.
- Konzerthalle am Boulevard Halle/S. als Herausgeber, Druckhaus Freiheit, Halle 1982.
- Georg Friedrich Händel, Chorsätze aus Opern, Oratorien, Oden und anderen Chorwerken. Zentralhaus-Publikation, Leipzig 1984.
- Ausgewählte Chöre aus Oratorien und Opern. Für gemischte Stimmen (SATB) und Klavier. 12 Publikationen, Hofmeister, Leipzig 1987.
- Ludwig van Beethoven, Chorwerke. Chorsätze aus grösseren Werken, einzelne Chorkompositionen und Bearbeitungen für Chor. Zentralhaus-Publikation, Leipzig 1989, ISBN 978-3-7444-0125-8.
- Walther Siegmund-Schultze (1916–1993). Eine Bibliographie. Manuskript mit CD, Halle 2008.